# Campeonato Mundial de Snowboard de 2021 - Halfpipe masculino
A prova do Halfpipe masculino do Campeonato Mundial de Snowboard de 2021 ocorreu nos dias 11 de março e 13 de março em Aspen nos Estados Unidos. 

## Medalhistas
| Ouro               | Prata              | Bronze             |
| Yūto Totsuka (JPN) | Scotty James (AUS) | Jan Scherrer (SUI) |

## Resultados

### Qualificação
Um total de 27 snowboarders participaram da competição.  A prova ocorreu no dia 11 de março com início às 10:40.  Os 10 melhores avançaram para a fase final.
| Colocação | Bib | Ordem de descida | Nome                 | Nacionalidade  | Descida 1 | Descida 2 | Melhor | Notas |
| --------- | --- | ---------------- | -------------------- | -------------- | --------- | --------- | ------ | ----- |
| 1         | 2   | 7                | Scotty James         | Austrália      | 93.00     | 94.25     | 94.25  | Q     |
| 2         | 1   | 4                | Yūto Totsuka         | Japão          | 84.50     | 89.75     | 89.75  | Q     |
| 3         | 6   | 3                | Taylor Gold          | Estados Unidos | 88.50     | 24.50     | 88.50  | Q     |
| 4         | 4   | 6                | Jan Scherrer         | Suíça          | 85.50     | 10.00     | 85.50  | Q     |
| 5         | 7   | 9                | Chase Josey          | Estados Unidos | 81.75     | 84.75     | 84.75  | Q     |
| 6         | 5   | 5                | André Höflich        | Alemanha       | 82.50     | 32.75     | 82.50  | Q     |
| 7         | 8   | 2                | David Hablützel      | Suíça          | 80.75     | 28.75     | 80.75  | Q     |
| 8         | 14  | 24               | Raibu Katayama       | Japão          | 78.75     | 9.75      | 78.75  | Q     |
| 9         | 9   | 10               | Chase Blackwell      | Estados Unidos | 78.50     | 28.50     | 78.50  | Q     |
| 10        | 12  | 19               | Derek Livingston     | Canadá         | 44.00     | 78.25     | 78.25  | Q     |
| 11        | 19  | 14               | Valentino Guseli     | Austrália      | 77.25     | 68.25     | 77.25  |       |
| 12        | 3   | 8                | Ruka Hirano          | Japão          | 75.75     | 41.75     | 75.75  |       |
| 13        | 10  | 1                | Kaishu Hirano        | Japão          | 73.50     | 72.75     | 73.50  |       |
| 14        | 26  | 17               | Louis Philip Vito    | Itália         | 66.00     | 9.00      | 66.00  |       |
| 15        | 15  | 27               | Benedikt Bockstaller | Alemanha       | 63.25     | 19.75     | 63.25  |       |
| 16        | 18  | 22               | Liam Tourki          | França         | 60.50     | 9.00      | 60.50  |       |
| 17        | 67  | 12               | Joey Okesson         | Estados Unidos | 9.00      | 58.50     | 58.50  |       |
| 18        | 16  | 21               | Seamus O'Connor      | Irlanda        | 53.75     | 16.00     | 53.75  |       |
| 19        | 17  | 16               | Kim Kang-san         | Coreia do Sul  | 53.00     | 10.50     | 53.00  |       |
| 20        | 25  | 18               | Jack Collins         | Canadá         | 49.75     | 19.50     | 49.75  |       |
| 21        | 22  | 15               | Joshua Reeves        | Canadá         | 45.75     | 18.75     | 45.75  |       |
| 22        | 24  | 20               | Florian Lechner      | Alemanha       | 42.25     | 44.00     | 44.00  |       |
| 23        | 21  | 25               | Shawn Fair           | Canadá         | 17.00     | 43.50     | 43.50  |       |
| 24        | 27  | 23               | Augustinho Teixeira  | Brasil         | 38.25     | 9.75      | 38.25  |       |
| 25        | 23  | 11               | Lorenzo Gennero      | Itália         | 18.00     | 13.75     | 18.00  |       |
| 26        | 13  | 13               | Christoph Lechner    | Alemanha       | 10.75     | DNS       | 10.75  |       |
| 27        | 20  | 26               | Tit Štante           | Eslovênia      | 4.25      | 9.00      | 9.00   |       |

### Final
A final foi iniciada no dia 13 de março às 13h00. 
| Colocação         | Bib | Ordem de descida | Nome             | Nacionalidade  | Descida 1 | Descida 2 | Descida 3 | Melhor |
| ----------------- | --- | ---------------- | ---------------- | -------------- | --------- | --------- | --------- | ------ |
| Medalha de ouro   | 1   | 9                | Yūto Totsuka     | Japão          | 20.00     | 93.00     | 96.25     | 96.25  |
| Medalha de prata  | 2   | 10               | Scotty James     | Austrália      | 90.50     | 33.25     | 17.00     | 90.50  |
| Medalha de bronze | 4   | 7                | Jan Scherrer     | Suíça          | 70.25     | 12.50     | 87.00     | 87.00  |
| 4                 | 8   | 4                | David Hablützel  | Suíça          | 63.00     | 81.50     | 79.75     | 81.50  |
| 5                 | 7   | 6                | Chase Josey      | Estados Unidos | 26.25     | 81.00     | 62.75     | 81.00  |
| 6                 | 9   | 2                | Chase Blackwell  | Estados Unidos | 47.75     | 7.25      | 80.50     | 80.50  |
| 7                 | 5   | 5                | André Höflich    | Alemanha       | 79.75     | 31.00     | 15.75     | 79.75  |
| 8                 | 6   | 8                | Taylor Gold      | Estados Unidos | 27.50     | 78.25     | 22.50     | 78.25  |
| 9                 | 14  | 3                | Raibu Katayama   | Japão          | 31.00     | 36.25     | 25.25     | 36.25  |
| 10                | 12  | 1                | Derek Livingston | Canadá         | 9.50      | 13.75     | 29.25     | 29.25  |

Legenda
| Recorde mundial       | Recorde mundial (World record)               |                       | Recorde africano                      | Recorde africano (African) |                                           | Q | Classificado por posição (Qualified) |
| Recorde do campeonato | Recorde do campeonato (Championship record)  | Recorde da América    | Recorde da América (Americas)         | q                          | Classificado por melhor tempo (Qualified) |   |                                      |
| Melhor marca do ano   | Melhor marca do ano (World leading)          | Recorde asiático      | Recorde asiático (Asian)              | DNS                        | Não largou (Did not start)                |   |                                      |
| Recorde nacional      | Recorde nacional (National record)           | Recorde europeu       | Recorde europeu (European)            | DNF                        | Não terminou (Did not finish)             |   |                                      |
| Recorde pessoal       | Recorde pessoal do atleta (Personal best)    | Recorde da Oceania    | Recorde da Oceania (Oceania)          | DSQ / DQ                   | Desclassificado (Disqualified)            |   |                                      |
| Recorde da temporada  | Recorde da temporada do atleta (Season best) | Recorde sul-americano | Recorde sul-americano (South America) | NM                         | Sem marca (No mark)                       |   |                                      |